# Karl Plepelits
Karl Plepelits (* 1940 in Wien) ist ein österreichischer Altphilologe, Byzantinist, Lehrer, literarischer Übersetzer und Schriftsteller.

## Leben
Plepelits ist in Melk aufgewachsen und hat dort, am Stiftsgymnasium Melk, seine Matura erlangt. Von 1958 bis 1964 studierte er Klassische Philologie in Wien, von 1965 bis 1970 Anglistik in Innsbruck. Von 1963 bis 1970 war er Lehrer für Latein, Griechisch, Englisch und Deutsch am Jesuitenkolleg Stella Matutina in Feldkirch und für kurze Zeit 1970 am Lichtenfelsgymnasium Graz. Nach der Promotion mit einer 1970 veröffentlichten Dissertation über den griechischen Komödiendichter Eupolis war er von 1970 bis 1979 Wissenschaftlicher Mitarbeiter am Thesaurus Linguae Latinae in München als Vertreter der Österreichischen Akademie der Wissenschaften. Von 1979 bis zu seiner Pensionierung im Jahr 2000 war er wieder Lehrer für Latein und Englisch (am Seebachergymnasium, Graz). Seit 1996 lebt er in Kapfenberg. 
Plepelits veröffentlicht Kurzprosa, Novellen und Romane. Er hat fünf Liebesromane der griechischen Antike und des byzantinischen Mittelalters übersetzt.

## Belletristik
- Die Macht des Eros. Klagenfurt: Röschnar, 1998.
- Römische Ferien, oder: Mit der Zeitmaschine in die Römerzeit. Klagenfurt: Röschnar, 1998.
- Apokalypse II, oder: Enthüllungen des Johannes. Klagenfurt: Röschnar, 2000.
- Myriam – Verliebt in Ägypten oder in den Fängen der Fundamentalisten. Wien: Vindobona, 2003, ISBN 3-85040-050-6.
- Juliette oder die Bucht der Geheimnisse. Paderborn: Stangl, 2004, ISBN 3-934969-64-X.
- Der Glaube, die Berge und das Paradies. Wien: Liber Libri, 2006.
- Die verbotene Frucht. Wien: Liber Libri, 2008.
- Unterwegs in Ägypten. Reiseroman. Dienheim: Iatros, 2009.
- Zu Gast bei Aphrodite. Erkrath: Schweitzerhaus, 2009.
- Zu Gast bei Berenike. [Elektronische Ressource]. Eschborn: MeaLittera, 2009.
- Unterwegs am Nil: Eine Reise durch Ägypten im arabischen Frühling. Potsdam: Iatros, 2012.
- Helenos und Helena oder: Stärker als der Tod ist die Liebe. Bärenklau: Edition Bärenklau, 2013.
- Mitra oder: Komödie der Leidenschaften. Bärenklau: Edition Bärenklau, 2013.
- Das Geheimnis der Zistrosen oder: Marias sonderbare Botschaften. Bärenklau: Edition Bärenklau, 2013.
- Die große Katastrophe. Bärenklau: Edition Bärenklau, 2013.

## Wissenschaftliche Schriften
- Die Fragmente der Demen des Eupolis. Diss. Univ. Wien, Wien: Verlag Notring 1970 (Dissertationen der Universität Wien, 46)

## Übersetzungen
- Chariton von Aphrodisias: Kallirhoe. Stuttgart: Hiersemann 1976, ISBN 978-3-7772-7626-7 (Bibliothek der griechischen Literatur, Bd. 6)
- Achilleus Tatios: Leukippe und Kleitophon. Stuttgart: Hiersemann 1980, ISBN 978-3-7772-8008-0 (Bibliothek der griechischen Literatur, Bd. 11)
- Eustathios Makrembolites: Hysmine und Hysminias. Eingeleitet, übersetzt und erläutert von Karl Plepelits. Stuttgart: Hiersemann 1989, ISBN 3-7772-8929-9 (Bibliothek der griechischen Literatur, Bd. 29)
- Theodoros Prodromos: Rhodanthe und Dosikles. Eingeleitet, übersetzt und erläutert von Karl Plepelits. Stuttgart: Hiersemann 1996, ISBN 3-7772-9612-0 (Bibliothek der griechischen Literatur, Bd. 42)
- Niketas Eugeneianos: Drosilla und Charikles. Eingeleitet, übersetzt und erläutert von Karl Plepelits. Stuttgart: Hiersemann 2003, ISBN 3-7772-0302-5 (Bibliothek der griechischen Literatur, Bd. 61)